# DAF YP-408
DAF YP-408 – holenderski transporter opancerzony

## Historia konstrukcji
Transporter opancerzony DAF YP-408 został opracowany pod koniec lat pięćdziesiątych w holenderskiej wytwórni DAF Tracks NV. Produkowano go seryjnie do lat osiemdziesiątych w kilku wariantach o różnym przeznaczeniu. 

## Użycie
Transporter DAF YP-408 znajdował się na wyposażeniu armii holenderskiej i został wycofany z użycia pod koniec lat dziewięćdziesiątych. 
Transportery tego typu zakupiła także Portugalia, gdzie znajdują się na wyposażeniu żandarmerii. Użyto ich w trakcie misji UNIFIL w Libanie. 